# East Duke
East Duke – miasto w Stanach Zjednoczonych, w stanie Oklahoma, w hrabstwie Jackson.